# Nazionale femminile di rugby a 15 del Canada
La nazionale di rugby a 15 femminile del Canada (in inglese Canada women’s national rugby union team; in francese Équipe du Canada de rugby à XV féminin) è la selezione di rugby a 15 femminile che rappresenta il Canada in ambito internazionale.
Attiva dal 1987, opera sotto la giurisdizione di Rugby Canada ed è la selezione internazionale di maggior successo del suo Paese: partecipa infatti fin dalla sua istituzione alla Coppa del Mondo, a tutte e otto le cui edizioni (al 2018) ha preso parte, con un secondo posto finale nel coppa del Mondo di rugby femminile 2014 e tre quarti posti dal 1998 al 2006.
Vanta inoltre una sua giocatrice, Magali Harvey, premiata come rugbista dell’anno nel 2014.
Il commissario tecnico è Sandro Fiorino, che ricopre l’incarico da maggio 2018 dopo avere ricoperto fino a tale data la posizione ad interim da novembre 2017 a seguito delle dimissioni del precedente C.T.
Al 2 dicembre 2024 la squadra occupa la 2ª posizione del ranking World Rugby.

## Storia
La Canadian Rugby Union, federazione oggi nota come Rugby Canada, si costituì nel 1974 per iniziativa delle varie union provinciali del Paese.
Il rugby femminile nacque quindi sotto l’egida di tale organismo a differenza di molti altri Paesi dove la disciplina si sviluppò e si organizzò in federazioni esterne e spesso contrapposte a quelle riconosciute internazionalmente per il settore fino ad allora solo maschile.
Il 14 novembre 1987 la nazionale femminile canadese esordì a Victoria, in Columbia Britannica, contro gli Stati Uniti, anch’essi debuttanti assoluti sulla scena internazionale.
L’incontro terminò 22-3 per le giocatrici a stelle e strisce, e così fu per i successivi dieci anni, durante i quali le due squadre si incontrarono annualmente ad appuntamento fisso.
Nel 1991 fu tra i Paesi invitati alla prima edizione della Coppa del Mondo e disputò l’incontro d’apertura del torneo contro la Nuova Zelanda, perdendo 8-24.
La prima partecipazione al torneo si risolse in un quinto posto finale.
A lungo, a parte la coppa del Mondo, gli appuntamenti internazionali di rilievo furono quelli nella Canada Cup (con invitate di livello quali Francia, Inghilterra e Scozia) e l’edizione femminile della Churchill Cup; in tutti i citati tornei, cui presero parte anche le rivali continentali degli Stati Uniti, queste ultime ebbero la meglio nei confronti diretti fino al 1999 quando, in un triangolare organizzato dalla Nuova Zelanda a Palmerston North, le Canuck si imposero per la prima volta sulle loro vicine per 18-15.
Quella vittoria segnò anche il passaggio di testimone della supremazia nel rugby nordamericano: le statunitensi, infatti, all’epoca erano reduci da un secondo posto alla Coppa del Mondo di rugby femminile 1998 che fu anche per 19 anni la loro ultima presenza in semifinale.
Al contrario il Canada, che in quell’edizione di torneo era giunto quarto dopo avere perso la semifinale proprio contro le rivali d’oltreconfine, inanellò la prima di tre final four consecutive chiudendo sempre al quarto posto.
Dopo un sesto posto nel 2010, il Canada andò vicino al titolo mondiale nell’edizione del 2014 in Francia: grazie al pareggio per 13-13 contro l’Inghilterra nella fase a gironi, la squadra sfruttò al meglio il passo falso della Nuova Zelanda, sconfitta nel proprio girone dall’Irlanda, ed entrò nella final four grazie a una migliore differenza punti rispetto alle Black Ferns.
A Parigi, in semifinale, le canadesi riuscirono ad avere la meglio, a sorpresa, sulle padrone di casa della Francia e vinsero 18-16; in finale ritrovarono l’Inghilterra che mostrò meno disattenzioni rispetto all’incontro pareggiato pochi giorni prima e vinse 21-9.
Per il Canada si trattò del suo miglior risultato fino ad allora conseguito in Coppa del Mondo.
Pur sconfitta, la squadra espresse la miglior rugbista del torneo, Magali Harvey, che fu insignita a latere della premiazione delle vincitrici del titolo di giocatrice dell’anno World Rugby, trofeo che quell’anno per la prima volta premiava anche una donna.
World Rugby rese omaggio, due anni più tardi, a un’altra giocatrice della squadra, la ormai ritirata Heather Moyse, miglior realizzatrice di mete nelle edizioni mondiali 2006 e 2010, che nel 2016 fu ammessa nella Hall of Fame della federazione internazionale.
Alla Coppa del 2017 in Irlanda le canadesi furono sorteggiate nello stesso girone della Nuova Zelanda e terminarono seconde, venendo destinate ai play-off e chiudendo al quinto posto finale.

## Colori e simboli
Le uniformi di gioco delle nazionali di rugby canadesi, e quindi anche di quella femminile, sono di colore bianco e rosso, ovvero i colori ripresi dalla bandiera nazionale, una foglia d'acero (in inglese Maple leaf; in francese Feuille d’érable) rossa su campo bianco tra due bande anch’esse rosse.
Di massima la prima uniforme prevede maglia e calzettoni rossi e pantaloncini bianchi, e colori invertiti nel caso dell’uniforme alternativa.
Dal 2014 il fornitore tecnico è l’industria britannica Canterbury of New Zealand, che nel 2018 ha rinnovato l’accordo facendo anche seguito al cambio di logo della federazione: le nuove maglie raffigurano, sul lato sinistro del petto, la foglia d’acero rossa in uno scudo a losanga (dal bordo anch’esso rosso se sulla maglietta bianca): la foglia, che per allegoria rappresenta il Canada, riporta in bianco stampatello la scritta RUGBY suggerendo quindi il logotipo Rugby Canada, ovvero il nome della federazione.